# تمرين الداوين

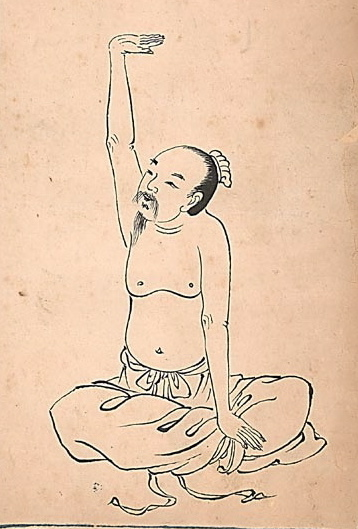

تمرين الداوين (بالصينية: 導引) وتسمى أيضًا بالطاقة الداخلية، وهي عبارة عن سلسلة من تمارين وحدة الجسد والعقل مقسمة إلى ين: وضعية الاستلقاء والجلوس، واليانغ: الوقوف والحركةيمارسه (Daoists) لزراعة الجينغ  (جوهر) وتوجيه وصقل تشي الطاقة الداخلية للجسم وفقًا للطب الصيني التقليدي.
كانت ممارسة دواوين  مقدمة للكيغونغ ، وكانت تمارس في الأديرة الطاوية الصينية لأغراض الصحة والزراعة الروحية.(Daoyin) مكون أساسي في «الأساليب اللينة» المعروفة لفنون الدفاع عن النفس الصينية في (Taiji quan) وأنماط الطرق المتوسطة مثل (Wuxingheqidao).
الهدف الرئيسي من دواوين  هو خلق مرونة للعقل وبالتالي خلق الانسجام بين البيئات الداخلية والخارجية ، مما يريح الجسم ويجدده ويجدد شبابه ، ويطور في ممارسيه روحًا حيوية وصحية.

## الداوين تيو
وهي لفيفة مرسومة معروضة في متحف مقاطعة خونان وتُعرف باسم داوين تيو وجدت في المقبرة رقم 3 في مواندجوي في عام 1973 وتؤرخ إلى عام 168 قبل الميلاد ، تُظهر رسومات ملونة لـ 44 شخصية في وضعيات الوقوف والجلوس أثناء أداء تمارين دواوين . وإنه أول مخطط تمارين بدنية في العالم حتى الآن ، ويوضح نظامًا طبيًا لا يعتمد على عوامل خارجية مثل الأدوية أو الجراحة أو العلاجات ، ولكنه يستخدم العوامل الداخلية فقط للوقاية من المرض.
الصور تشمل رجال ونساء ، صغارا وكبارا. مواقفهم وحركاتهم تختلف عن بعضها البعض. البعض جالس ، والبعض واقف ، والبعض الآخر لا يزال يمارس الدواوينتو أو يمارس الرياضة باستخدام الأجهزة.
تظهر ترجمة النصوص التي تغطي الوثيقة أن الصينيين الأوائل كانوا على دراية بالحاجة إلى كل من تمارين التنفس الوقائي والتصحيحي. يمكن تقسيم التدريبات إلى ثلاث فئات:
1. أوضاع من تمارين جسدية مثل شد الذراعين والساقين ، والانحناء ، والقفز ، والرقص ، وتمارين التنفس ، واستخدام معدات مختلفة مثل العصا والكرة.
2. تقليد سلوك الحيوانات مثل التنين والقرد والدب والرافعة.
3. تمارين تستهدف أمراض معينة.

## تأثيرات
سيشمل تمرين الداوين النموذجي حركة الذراعين والجسم في الوقت المناسب مع الاستنشاق والزفير الخاضعين للتحكم. تم تصميم كل تمرين بهدف مختلف ، على سبيل المثال التأثيرات المهدئة أو زيادة سعة الرئة.
تعمل بعض التمارين كوسيلة للتخدير ، والبعض الآخر كمنشط أو مقوٍ ، بينما يساعد البعض الآخر في تنشيط وتسخير وتنمية طاقة Ch'i الداخلية وقوة حياة Li الخارجية.من خلال الصحة الممتازة التي يتم اكتسابها بهذه الطريقة ، فإنهم جميعًا يساعدون في انفتاح الجسم كله ، وتعزيز عمل الجهاز العصبي اللاإرادي ، وزيادة القدرة العقلية للدماغ ، وإعطاء قدر أكبر من التحكم في العقل ، وزيادة الإدراك والحدس ، ورفع الأخلاق المعايير ، وإعطاء الهدوء للعقل ، والذي بدوره يمنح الانسجام الداخلي وسعادة أكبر.مع مرور الوقت ، تفتح هذه التمارين ببطء القنوات الوظيفية والتحكمية التي تغذي وتنشط الطاقة والمراكز العصبية والنفسية ، مما يمكّن الفرد من الحصول على فهم ووعي ووعي أعمق للعالم الروحي.
وفقًا لمانتاك شيا ، فإن ممارسة الداوين لها التأثيرات التالية: مواءمة تشي ، استرخاء عضلات البطن والحجاب الحاجز، تدريب «الدماغ الثاني» في أسفل البطن ، وتحسين الصحة والمواءمة الهيكلية.